# 公共借閱權
公共借閱權（英語：Public Lending Right)，又稱公共出借權或是授予公共圖書館圖書借閱權（簡稱授借權），是指一種制度，用以補償作者因公共圖書館提供其作品予公眾借閱而承受的潛在損失，或者作為政府對藝術的支持而資助圖書、音樂或藝術作品。
2019年為止至少有33個國家正在推行授借權，而其他一些地方也正在考慮推行，台灣在2020年起選擇2間公共圖書館進行試辦。加拿大、英國、北歐各國、德國、奥地利、比利時、荷蘭、以色列、澳洲與及紐西蘭目前都有授借權措施。另外，法國亦正在討論是否推行，而歐盟亦正醞釀推行統一的授借權制度。
首個授借權制度，由丹麥在1941年提出。但因為時值第二次世界大戰，計劃並未有妥善實行。有關概念緩慢地在國家之間傳播，許多國家都只是在最近才推出授借權計劃。

## 不同國家授借權差異
不同地方，所推行的授借權制度並不相同。在部份國家（如德國、荷蘭），授借權制度與版權的法例扣連，圖書館有法律責任去依所擁有的書本存量，向其作者繳費；其他國家則分開處理版權與授借權。加拿大、澳洲等地的大部份授借權費用付到外國（大部份是美國）的作者手上，令這些國家相當難受。
在丹麥，目前的制度是作為政府對藝術的資助，而不是對潛在銷售額的補償，其資助的種類，包括於公共圖書館、學校圖書館供借出，而且在丹麥出版印刷的書本、音樂和視藝作品。

### 授借權費用
授借權費用釐定的準則因地而異。一些地方按借出次數收費，另一些地方只是單純按「有否提供該書」去決定。目前在加拿大，該費用是每本書每圖書館C$38.30，每年每作者的上限是C$2,681（2008年）。

### 作品授借權資格
在不同國家，作品授借權的資格亦有所不同，大部份國家只容許印刷作品有授借權，而政府的印刷物則甚少計算在内，圖書目錄或字典也沒有授借權。一些授借權只資助小說作品，另一些國家（如挪威）則只對非小說類書籍付遠遠較少的費用。此外，很多國家會將學術書籍排除在外。

## 歐盟的授借權指令
歐盟自1992年11月起，按歐盟指令 92/100/EEC 以租借權利去規管授借權。欧盟委员会在 2002 年發表一份報告，指出大部份成員國未能正確執行該指令。
上述有關授借權的歐盟指令，受到国际图书馆协会联合会（IFLA）的反對和阻撓。IFLA指授借權所引用的「借用權」概念，危害到公眾圖書館的服務，而該服務屬於民眾的人權。部份歐洲作家（包括諾貝爾文學獎得主达里奥·福及若泽·萨拉马戈）亦反對該指令的發布及實施。相反地，有超過3000名作家聯署，反對英國於2010年削減授借權費用。

## 台灣的公共出借權試辦
自2020年1月起，在國立公共資訊圖書館和國立台灣圖書館試辦3年，於隔年依據前一年的借閱資料發放補償酬金，每出借一本書補償3元，其中7成分給創作者，3成分給出版社，發放下限為30元，若未達下限則編入下年度。適用著作範圍是本國人、依台灣法令設立登記、立案的法人或民間團體，以國家語言或外語創作，且在台灣出版、具ISBN的紙本圖書。
可是2020年的部分，有77間出版社及1049位創作者登記申請，所核發補償酬金合計共新台幣40萬1673元。

## 香港出版社及作家爭取設立授借權
2014年3月7日，「公共圖書館圖書借閱權大聯盟」致函立法會民政事務委員會主席馬逢國，陳述他們就香港設立授借權的訴求。大聯盟收集到八成香港出版社及445位香港作家（包括東瑞、梁文道、倪匡、林超榮、陶傑等）的聯署支持，遞交香港政府，希望在香港推行授借權制度，以保障著作版權有公平的回報，大聯盟希望在2013至2014年度的立法會會期内，向民政事務委員會陳述，並希望得到議員支持，「盡快在2014/15年度撥款」推行。。
大聯盟在上述函件附有的便覽中，建議香港「授借權」採用以下形式︰
- 使用「授借權」：香港政府轄下之公共圖書館
- 涵蓋書籍：由公共圖書館購買並借出之香港出版物（由香港出版商印製並附有 ISBN 之書籍，語言不限，涵蓋流行書籍、教科書、漫畫、畫冊、文學作品等）
- 付款方：香港特區政府（以不影響公共圖書館運作為原則，因此款項並非從圖書館之年度購書預算撥出，而是由政府代表全港公共圖書館另額支付。）
- 受款方：在香港出版書籍的作者、著作版權持有人。由執行機構 - 香港版權影印授權協會 (HKRRLS) 作為業界代表統一向政府收取款項後分發予各出版商，再分發予作者。（奧地利和捷克等國家採用這種方式）

大聯盟召集人李偉榮描述初步構想，認為「授借權」應由出版書籍的版權持有人擁有，「按量收費」，按每書每次借閱收費，「以商業租借為本，加上大額折讓，可能會由幾蚊開始」。他並指外國也有例子，每次收費高達十至二十元。

## 外部連結
- PLR International Network website （页面存档备份，存于）
- An update (2002) on the international situation （页面存档备份，存于） by Jim Parker (UK PLR Offices, Stockton-on-Tees, UK)
- Australian authors 'compensated' for library circulation
- Public Lending Right Commission of Canada Website（页面存档备份，存于）
- 浅谈图书馆业务所涉及的著作权问题，中國人大網
- 梁智仁﹕公共借閱權須作深入的分析和探討 （页面存档备份，存于）